# امنیت انرژی

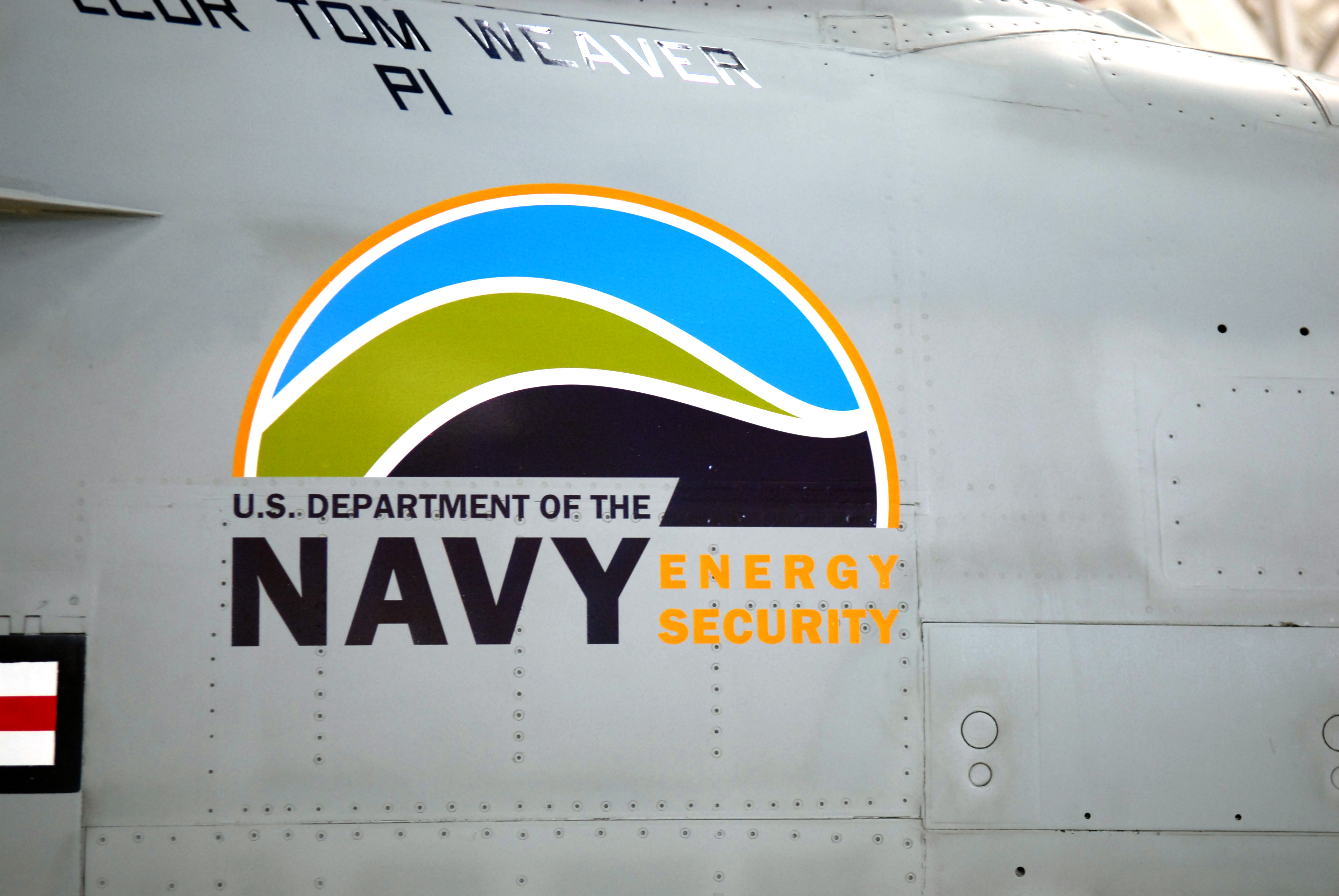
یک بوئینگ اف/ای-۱۸ سوپر هورنت نیروی دریایی ایالات متحده آمریکا دارای نشان «امنیت انرژی».

امنیت انرژی ارتباط بین امنیت ملی و در دسترس بودن منابع طبیعی برای مصرف انرژی است. دسترسی به انرژی ارزان برای کار کردن اقتصادهای مدرن حیاتی شده‌است. به هر روی، توزیع نابرابر منابع انرژی بین کشورهای منجر به آسیب‌پذیری‌های شایان توجهی شده‌است.
بر خلاف منابع دیگر که در کشورهای محدودی موجودند، منابع انرژی تجدیدپذیر و فرصت‌های شایان توجه برای بهینه‌سازی انرژی در مناطق گسترده جغرافیایی موجود است.